# Каменно-Ключевское сельское поселение
Каменно-Ключевское се́льское поселе́ние — упразднённое муниципальное образование в Прокопьевском районе Кемеровской области. Административный центр — посёлок станции Каменный Ключ.

## История
Каменно-Ключевское сельское поселение образовано 17 декабря 2004 года в соответствии с Законом Кемеровской области № 104-ОЗ.

## Население
| 2010 | 2011 | 2012 | 2013 | 2014 | 2015 | 2016 |
| ---- | ---- | ---- | ---- | ---- | ---- | ---- |
| 981  | ↘978 | ↘944 | ↘923 | ↘894 | ↘875 | ↗879 |
| 2017 | 2018 | 2019 |      |      |      |      |
| ↘858 | ↗859 | ↘856 |      |      |      |      |

## Состав сельского поселения
| № | Населённый пункт | Тип населённого пункта                  | Население |
| - | ---------------- | --------------------------------------- | --------- |
| 1 | Еловка           | село                                    | 67        |
| 2 | Каменный Ключ    | деревня                                 | 91        |
| 3 | Каменный Ключ    | посёлок станции, административный центр | 680       |
| 4 | Кара-Чумыш       | село                                    | 107       |
| 5 | Оселки           | село                                    | 36        |